# Automovilismo virtual

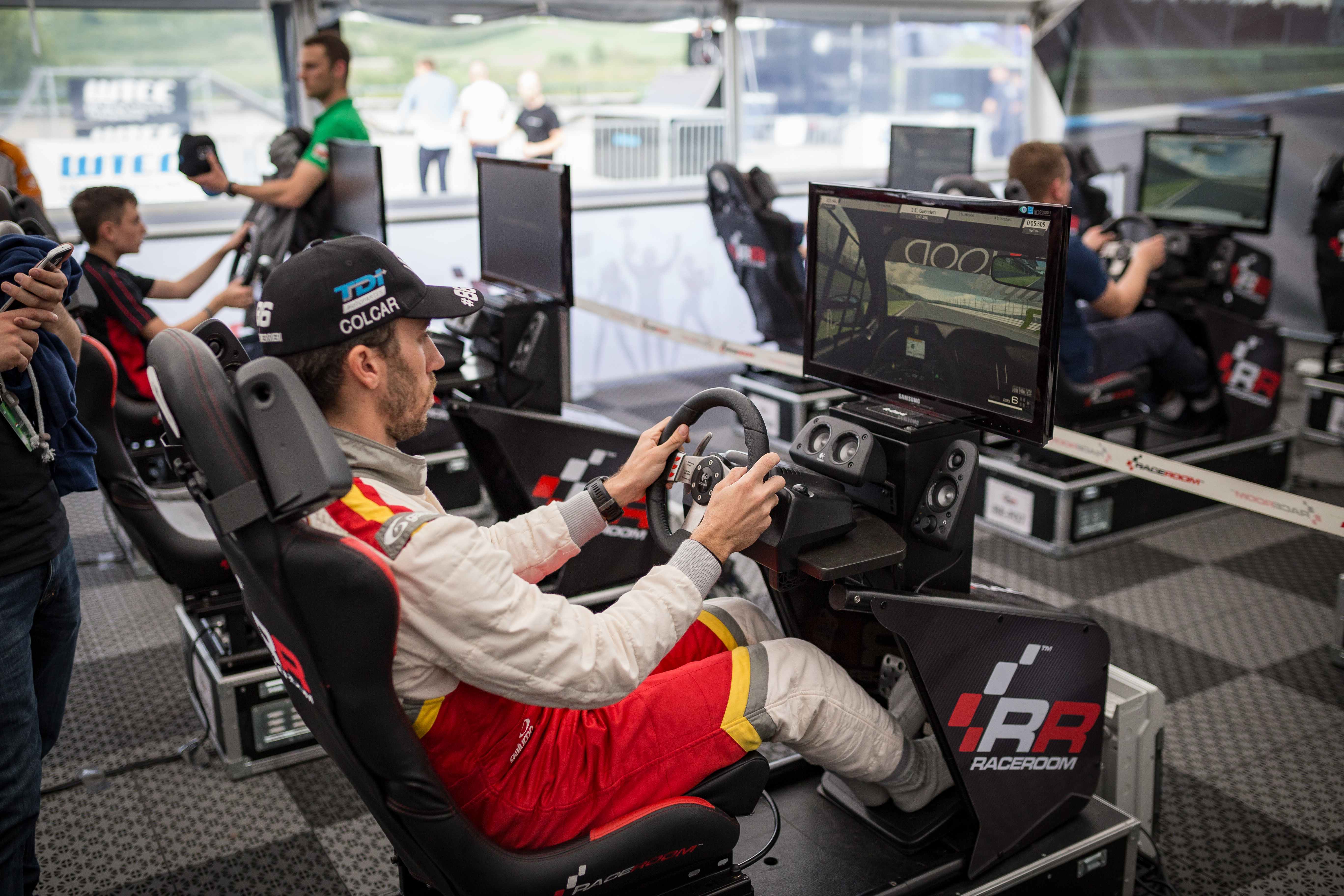
Una persona usando un simulador de conducción

El automovilismo virtual o simracing (simulated racing) es una modalidad de los deportes electrónicos que consiste en la utilización de simuladores de conducción, para competir en deportes de motor virtuales.
El automovilismo virtual se realiza generalmente a través de internet, de modo que los pilotos virtuales comparten un circuito de carreras virtual único en tiempo real. La utilización de software de simulación cada vez más realistas junto con dispositivos de control similares a los de un automóvil auténtico (conjunto de volante, pedales, palanca de cambios, etc) hace de las carreras virtuales una práctica cada vez más tecnificada.

## Historia
Ya en 1974, una de las primeras máquinas recreativas de la historia, la Gran Trak 10 de Atari, inauguraba el género de los videojuegos de carreras. Sin embargo, este antecedente, que llega aún a nuestros días a través de la potente industria del videojuego, no deja de ser anecdótico. Si bien los juegos de conducción demostraron que un amplio sector de aficionados estaban dispuestos a pasar horas y horas delante de una pantalla, y permitieron el desarrollo comercial de hardware específico, aún carecían de un elemento fundamental: la conexión con otros jugadores.
Treinta años después, en 2004, un recién popularizado Fernando Alonso declaraba conocer los circuitos del mundial de Fórmula 1 gracias a su PlayStation, a falta de un simulador propio en Renault.
Ese mismo año se establecía en Estados Unidos iRacing la primera compañía orientada a las competiciones en red. Bastaron cinco años para que en 2009 fuera anunciado el acuerdo entre iRacing y la NASCAR americana, por el cual se establecía una competición paralela a la real pero llevada a cabo mediante competiciones de automovilismo virtual.
Mientras tanto, en 2006 la compañía Image Space Incorporated (ISI) realizó un pacto con Intel para implementar en su simulador comercial rFactor los parámetros de las físicas del F1.06 del equipo BMW Sauber. Este hecho, además de mejorar sustancialmente el realismo y lograr el acercamiento entre los simuladores profesionales y los comerciales, supuso la popularización de este software entre los aficionados, especialmente en Europa. Algunas modificaciones (mods) de este programa son utilizadas por pilotos de categorías intermedias como simulador, dado el elevado coste de la creación de sistemas específicos. Es el caso de Ramón Piñiero, quien lo utilizó en 2011 durante su temporada como piloto de F2.
En los últimos años el uso de simuladores se ha extendido y generalizado, así como los ejemplos de saltos a las pistas de aficionados al simracing. Así, en 2009 Lucas Ordóñez, piloto virtual ganador de la competición GT Academy PS3, se sube al volante de un Nissan en la GT4 europea y obtiene un podio en su primera carrera, dos victorias durante el resto de la temporada y la segunda posición final de su categoría. En 2011 y 2012 ha disputado las 24 Horas de Le Mans en la categoría LMP2 obteniendo un segundo y un octavo puesto.
En enero de 2012, Nissan anunciaba un equipo completo de cuatro pilotos provenientes del simracing para las 24 horas de Abu Dabi. Sin embargo, pocas han sido las competiciones virtuales que han alcanzado cierto grado de prestigio o reconocimiento por sí mismas.
El Trofeo RFacting Fórmula Online 2012 fue la primera competición de automovilismo virtual oficial en España.
En 2013 fue presentada la Clio Cup Online, la primera competición monomarca española de automovilismo virtual que será disputada en paralelo a la Clio Cup real. Igualmente, el equipo de Fórmula 1 Lotus F1 Team anunció el lanzamiento de su World Simulator GP Championship, aunque finalmente no llegó a efectuarlo.
2015 acogió la «Simracers Cup» en el evento de eSports Gamergy 3, siendo la primera competición relevante de simracing asociada a este fenómeno del deporte electrónico.
2020 fue el año de mayor crecimiento, Empresas fabricantes de volantes presentaron crecimientos de hasta un 825%. Fue la única disciplina del automovilismo que tuvo continuidad, por lo que la mayor parte de los pilotos continuaban compitiendo y entrenando en autopistas virtuales.
2022 En Centroamérica el Simracing ya es reconocido por el estado como deporte teniendo participación en las competiciones oficiales, conocidos como Juegos Nacionales Deportivos y paradeportivos, específicamente en Costa Rica.

### Simracing durante el confinamiento por COVID19
En el año 2020, debido a la pandemia por coronavirus, muchas de las competiciones de motor que suspendieron sus calendarios deportivos recurrieron a eventos de simracing con el fin de paliar de algún modo la escasez pruebas. Este fenómeno fue de tal envergadura que acaparó por todo el mundo titulares de la prensa especializa y de los noticiarios deportivos, llegando al público en general. 
De entre todas esas competiciones destacan por su repercusión mediática: 
- Las de la Fórmula1, independientes de su ya instaurada F1 eSports Series y bautizadas como "Not GP Series", con la participación de pilotos reales como LeClerc, Albon o Lando Norris, entre otros.
- Las de la Indycar americana, entre ellas las 500 millas de Indianápolis virtuales.
- Las del WEC.
- Las de la Fórmula-e, denominadas "ePrix".
- Las de competiciones de Latinoamérica como la de Turismo Carretera en Argentina.
- Eventos solidarios, como los de la FEXA (Torneo "Resistiremos" y de Torneo solidario de Rallyes Dirt2.0) o la RFEDA (Subidas de montaña virtual).

## Pilotos virtuales
Desde la aparición de los simuladores comerciales a disposición del público general muchos son los aficionados al automovilismo que se han introducido en su uso mediante la práctica del simracing.
Solo en España, en un registro exhaustivo elaborado por el club deportivo DDR (Digital Dreams Racing), en 2011 se contabilizaron más de 4.000 los pilotos virtuales que participan regularmente en ligas y campeonatos online. En total, fueron censados 230 campeonatos en 166 webs, con casi 4.500 pilotos. La edad media de los participantes era de 27 años.
La comunidad de pilotos es muy activa y no se limita a competir. En muchas ocasiones son los aficionados los que crean y publican modificaciones (conocidas como mods) de coches y circuitos, creando sus propias decoraciones de carrocerías y cascos (skins), o fabricando nuevos elementos para su simulador (LEDs luminosos en el volante, mecanismos de movimiento, dispositivos de control...). Igualmente, suelen ser los mismos participantes los que generan crónicas de las carreras, editan vídeos o realizan retransmisiones online.

## Competiciones existentes: primeras pruebas "oficiales"
Actualmente las competiciones de simracing están difuminadas en cientos de ligas y campeonatos que los mismos aficionados organizan y mantienen. En la práctica totalidad de los casos las inscripciones y comunicaciones se realizan en una página web o foro. Estos campeonatos son realizados, en la inmensa mayoría de los casos, de forma altruista y amateur, sin que hasta la década de 2010' existiese un cauce para aglutinar a los mejores pilotos.
En su día existieron algunos intentos, como en el caso de la Federación Sueca de Automovilismo que ha mantenido una competición virtual de turismos durante algunos años.
En Estados Unidos, sin embargo, sí que existen competiciones de automovilismo virtual a nivel internacional como la de la NASCAR iRacing.com World Series Championship, una competición paralela a la real. Acuerdos similares han sido suscritos con la Indy Racing League, entre otras.
El primer antecedente federativo existente en España es el Campeonato de Extremadura de Fórmula Online (gestionado por DDR), en el que, gracias a su gratuidad y difusión en Internet, se inscribieron en sus dos primeras ediciones, participantes de 24 países diferentes. Además de españoles, formalizaron su registro pilotos de Alemania, Argentina, Bosnia Herzegovina, Brasil, Colombia, Dinamarca, Eslovaquia, Finlandia, Francia, Grecia, Guatemala, Holanda, Italia, México, Noruega, Polonia, Portugal, Reino Unido, República Dominicana, Suiza, Uruguay Estados Unidos y Venezuela. Todo ello por su peculiaridad de tratarse de un evento federativo, lo que le ha distinguido del resto de campeonatos en línea realizados en España.
En el año 2012, las primeras competiciones oficiales avaladas por la Real Federación Española de Automovilismo lograron divulgar la existencia de la práctica del automovilismo virtual, pero sin que supusieran un antes y un después en la envergadura y reconocimiento de las pruebas virtuales.
Posteriormente, gracias al continuo desarrollo y mejora de la simulación, diversos campeonatos y marcas del mundo del motor se mostraron interesadas en ofrecer competiciones y campeonatos de simracing: La división de Renault Sport organizó en 2013 y 2014 la "Clio Virtual Cup", cuyo ganador Néstor García participó en una prueba real al final de la temporada. En Extremadura, DDR siguió organizando campeonatos tanto virtuales como presenciales, con la oficialidad de la FEXA (Federación Extremeña de Automovilismo). Entre ellos destacaron la Nissan Divensa Virtual Cup, el campeonato de F1 Mercedes Automoción del Oeste y, posteriormente, los campeonatos oficiales en el centro de simulación GTC Cáceres. Ford utilizó sus concesionarios en España para su «Ford Virtual Challenge». Cloud Sport, primera empresa promotora nacional de simracing, organizó la «SEAT Leon Eurocup» virtual, y posteriormente, en 2016 la «eRace: Road to las Vegas», una competición presencial asociada a la Fórmula-e con un premio espectacular: 1.000.000 de dólares, logrando un gran impacto mediático.
Todas estas competiciones fueron derivando en un reconocimiento social de la potencialidad de la simulación como práctica de interés. Competiciones oficiales como la WRC o el DTM mostraron su interés en instaurar nuevas competiciones.
En 2017, un conjunto de iniciativas a gran escala han supuesto un verdadero impulso al panorama del simracing: El equipo McLaren F1 Team presentó una competición virtual para seleccionar a su piloto probador del simulador en el año 2018, la World Fastest Gamer.  Fue una competición internacional multiplataforma y autogestionada, de gran impacto en los social media. La FiA comunicó la homologación circuitos virtuales a la nueva entrega de la serie de videojuegos de SONY, el Gran Turismo Sport. La Fórmula 1, finalmente, organizó su propio campeonato, la «F1 eSports Series», con semifinales presenciales en Londres y una final presencial en Abu Dabi. El piloto de Fórmula 1 Fernando Alonso, anuncia en noviembre de 2017 su asociación con Logitech y el equipo de eSports «G2» para crear su propia escudería de pilotos virtuales.

## Los simuladores domésticos
Existe una gran variedad de simuladores disponibles y cada vez son más las empresas dedicadas profesionalmente a su comercialización.
Los elementos fundamentales son:

### Hardware

#### Volante y pedales
Existen modelos muy diversos: desde productos de un precio muy económico que permiten la iniciación en el mundo de la competición virtual, hasta modelos de gama profesional que superan los 1.000€. Un volante para PC de gama media (con un coste aproximado de 300€) permite competir con total garantía, siendo la habilidad del piloto lo que determinará su éxito. Algunos modelos incorporan cambio de marchas en «H» (shifter), aunque también existe la posibilidad de combinar productos de distinta procedencia. Generalmente el conjunto de volante/pedales/cambio simula la conducción en turismos (dispone de tres pedales, ángulo de giro con varias vueltas de volante, 5-6 velocidades). Sin embargo, también existen modelos más específicos como los que imitan a los fórmula (con dos pedales, decenas de botones y controles en el volante, cambio secuencial por levas, etc.).
Prácticamente la totalidad de volantes actuales disponen de la tecnología force feedback (fuerza de respuesta) que transmite mediante fuerzas de respuesta distintas sensaciones de movimiento al piloto (las vibraciones del motor, la dureza de la dirección, el efecto de un pinchazo, un peralte, un impacto con otro vehículo, etc.). Dicha tecnología fue empleada por primera vez en simulaciones del ejército norteamericano y es propiedad de Inmersión Corporation.

#### Radio
Al tratarse de competiciones en las que se comparte el asfalto con decenas de pilotos, la comunicación instantánea con dirección de carrera es fundamental. Los pilotos suelen utilizar como «radio de equipo» altavoces auriculares con micrófono incorporado.

#### Visualización
Para un simulador básico basta con un monitor o pantalla de TV con una buena tasa de refresco. Es habitual el uso de proyectores y, cada vez más, la incorporación de tres monitores para dotar al sistema de mayor sensación de profundidad. Las versiones más sofisticadas utilizan tres proyectores sobre una pantalla curvada.

#### Movimiento
Si bien el software suele estar preparado para transmitir el movimiento de los amortiguadores y la inclinación del vehículo, solo unos pocos privilegiados cuentan con un sistema de simulación de movimiento mediante brazos hidráulicos articulados.
Estos sistemas están en plena I+D, siendo los últimos modelos capaces de simular fuerzas G de una magnitud cada vez mayor.

#### Puesto (cockpit)
Desde simuladores domésticos montados en una mesa y un sillón apropiado, hasta asientos deportivos con soporte para tres monitores. De nuevo, la variedad de opciones es tremenda.
Cabe resaltar que han surgido compañías especializadas que ofrecen modelos profesionales personalizables bajo pedido que alcanzan los 42.000€.

### Software

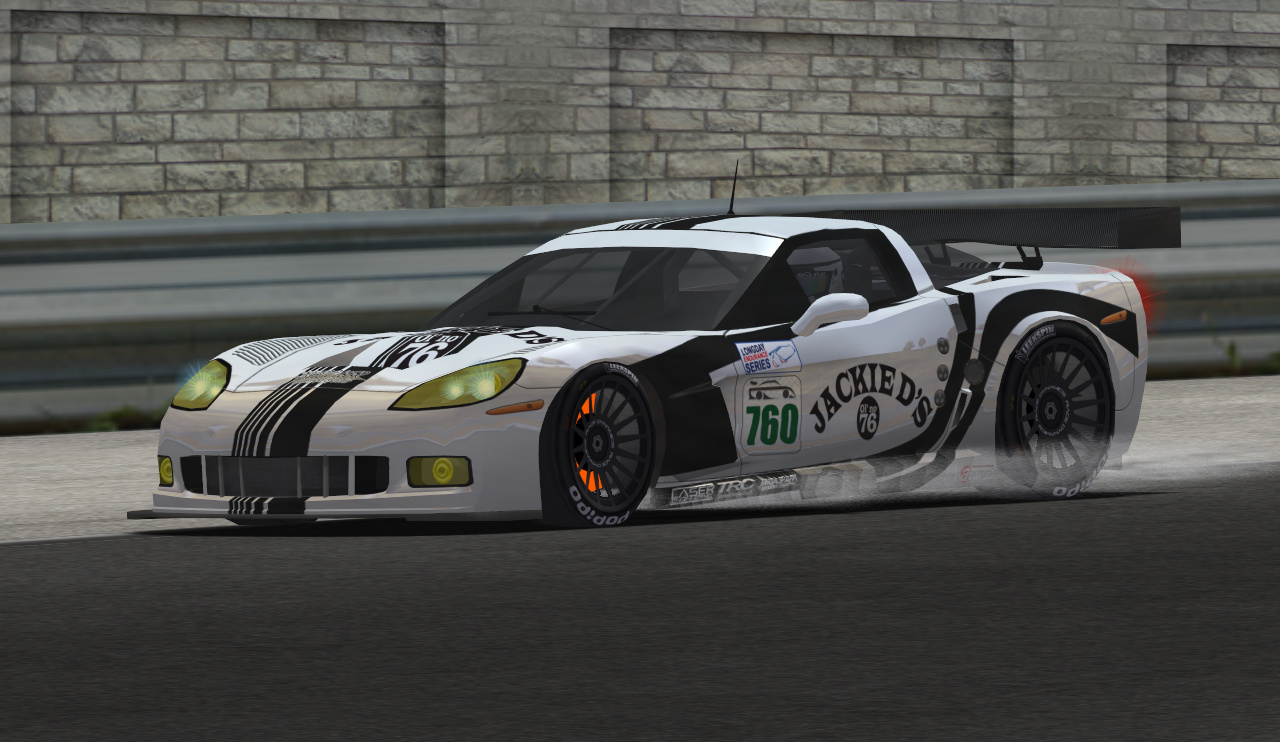
Un automóvil en el simulador de carreras libre Speed Dreams

#### Videojuegos de automovilismo virtual
Entre los videojuegos más populares para automovilismo virtual se encuentran: Assetto Corsa, F1 Codemasters, Forza Motorsport, Gran Turismo, iRacing, o rFactor.

#### Tecnologías adicionales
Algunas empresas o aficionados, además de facilitar los servidores necesarios, han desarrollado un conjunto de herramientas y software que añaden al simulador rFactor los elementos indispensables para garantizar una competición limpia y controlada por los comisarios, tanto técnicos como deportivos. Los antichetos (antitrampas) suelen ser programas que actúan como transpondedor, enviando los datos desde el simulador hasta el servidor de la competición. De este modo, mediante diferentes sistemas de control informático,  se garantiza que el uso del simulador no es alterado «en local» por ningún competidor. Por su parte otros programas o plug-ins (añadidos) ponen a disposición de los pilotos virtuales y de la organización mecanismos de gestión de la competición: número de neumáticos disponibles en una sesión, desgaste acumulado de los motores, sistemas como KERS o DRS, descarga de actualizaciones, entre otros. Los sistemas de seguridad implementados por los mejores sistemas antichetos identifican de forma unívoca cada puesto y permiten la comunicación con los organizadores mediante códigos de seguridad cifrados. En otras ocasiones se solicitan los archivos de telemetría locales justo después de finalizar la sesión.

#### Plugins
Habitualmente los pilotos instalan complementos añadidos (add-ons o plugins) a su simulador que buscan mejorar la experiencia de conducción o aportar más información durante las sesiones. Existen complementos de visualización en pantalla como HUDs que ofrecen información añadida del tipo de combustible restante, daños en el vehículo, desgaste de frenos y neumáticos, temperaturas, posición en carrera, mapa dinámico con la posición del resto de pilotos, etc. En otros casos la información es auditiva, como en el caso de algunos plugins que informan mediante la voz de un ingeniero de pista sobre los tiempos marcados, eventos más significativos o incluso consejos al piloto. Es decir, que el piloto virtual escuchará frases del tipo: «Neumáticos en su rango de temperatura óptima», o «El piloto en tercera posición está en el carril de boxes; creemos que realizará una estrategia a dos paradas». Algunos añadidos pretenden mejorar en determinados aspectos realismo de la simulación, como en el caso de modificaciones en los efectos de respuesta del force feedback. Aunque quizá los más útiles para los pilotos experimentados son los plugins que permiten la adquisición de datos de telemetría. Los datos obtenidos pueden después analizarse, tal y como si fueran adquiridos de un modo analógico, con software específico profesional como MoTeC (muy utilizado en vehículos reales).

### Servidores
Además del software y hardware necesario en cada puesto las competiciones online requieren de uno o varios servidores de datos a los que los pilotos virtuales se conectan.
El servidor principal aloja una versión específica del software de simulación y puede considerarse como «la pista virtual» que alberga realmente a los participantes. Si en algún momento se perdiera la conexión entre piloto y servidor el vehículo del participante vuelve al garaje y es retenido. Si ocurre en carrera se considera un fallo técnico que imposibilita al competidor continuar corriendo. En adición a este servidor principal, son necesarios otros dos: uno para las comunicaciones por radio y otro para el funcionamiento de los sistemas de control. El gran ancho de banda y la calidad de las modernas conexiones de banda ancha permiten una sincronización muy elevada «a tiempo real», del orden de milisegundos.

## Grado de realismo
Podríamos afirmar que la principal diferencia entre un videojuego de carreras y un simulador es la complejidad y el grado de similitud con la realidad de los parámetros físicos que se tienen en cuenta. El increíble desarrollo del software y del hardware se manifiesta en distintos aspectos como:

### Parámetros físicos de la simulación
Todas las variables utilizadas para calcular el comportamiento del vehículo, así como los efectos de distintas situaciones, son utilizadas unidades de medida reales.
En el simulador rFactor el piloto ha de trabajar el setup del coche, pudiendo variar hasta 94 parámetros, desde la carga de combustible o la presión de cada neumático, hasta la inclinación del difusor o la altura de los topes de barras estabilizadoras y muelles. Cada pequeño cambio en la configuración elegida afecta a las físicas de la simulación y se manifiesta en un distinto comportamiento (y rendimiento) sobre el asfalto virtual. En total, la versión más utilizada de rFactor maneja unos 1,7 millones de parámetros y variables para simular las físicas (al margen de los millones de polígonos que crean el entorno virtual y otros efectos visuales). A modo de ejemplo, un solo neumático tiene en cuenta más de cincuenta variables diferentes que afectan a su agarre y desgaste. Si multiplicamos por cuatro y por el número de coches en pista obtendremos hasta 50x4x40= 8.000 valores dedicados a este importante aspecto de la simulación.

### Realismo en la conducción
Un buen simulador es capaz de trasladar los cálculos matemáticos de las físicas en un comportamiento realista sobre la conducción. El realismo alcanzado llega a límites insospechados. Un piloto virtual experimenta una pasada de frenada si la temperatura de los frenos de su fórmula no es la adecuada, o podrá controlar una derrapada en el tren trasero mientras pilota en un rally sobre tierra, etc. En determinados modelos de volante tipo réplica el piloto virtual puede realizar ajustes en distintos parámetros como el mapa motor o la distribución de frenada mientras conduce. Incluso podrá solicitar, por ejemplo, que en la parada en boxes sus mecánicos le retoquen el alerón delantero para corregir el subviraje del coche.

### Virtualización de circuitos
A pesar de que existen trazados de todo tipo, generados mediante modelado 3D, en los últimos años han aparecido técnicas de "escaneado de circuitos" mediante tecnología láser que son capaces de reflejar, literalmente, cada bache o cada irregularidad en el asfalto. Los entornos virtuales son creados con todo lujo de detalles, no solo en lo relativo al aspecto visual. Las distintas zonas de la superficie manifiestan un grip diferente teniendo en cuenta además la temperatura ambiente o la fuerza y dirección del viento.

### Telemetría
Los parámetros físicos de la simulación pueden ser monitorizados mediante plugins de adquisición de datos y almacenados en archivos de telemetría. Los pilotos virtuales analizan los resultados de las distintas configuraciones del coche con el fin de ajustar y mejorar el setup de su vehículo. El programa más utilizado para el análisis telemétrico de los datos es MoTeC, de Motec Pty Ltd, un sistema profesional muy conocido en todo tipo de competiciones existentes.
En 2012 Motorsport Simulators y McLaren Electronic Systems anunciaron un acuerdo de colaboración con el simulador iRacing. McLaren Electronic Systems proporcionará las telemetrías obtenidas por pilotos profesionales en test reales gracias a sus sistemas ATLAS Express.

### Personalización de los vehículos.
Tal y como ocurre en el mundo real, el aspecto del vehículo y del casco del piloto virtual cumple una función no meramente estética sino de identificación personal. El software actual está orientado a permitir las modificaciones de los usuarios y permite diseñar e implementar decoraciones (skins) propias a cada participante. De este modo las competiciones y los pilotos están preparados para incorporar publicidad real de patrocinadores, o diseños identificativos.
Incluso existe la opción - mucho menos habitual- de introducir mejoras o modificaciones en los distintos componentes del coche (alerones, aletines, faldones, amortiguadores, detalles del motor...). Sin embargo, para ello es necesario disponer de conocimientos de software de modelado tridimensional, lo cual está al alcance de muy pocos usuarios.

## Medios técnicos asociados
Seguidores y pilotos virtuales encuentran permanentemente a su disposición un conjunto de servicios de información que incluye tiempos en directo (live-timing), tabla de tiempos (hotlaps), información de las vueltas y tandas realizadas por cada piloto. Otra función importante del servidor es la de guardar una copia completa de la «grabación» de cada sesión, según los datos transmitidos. De este modo los organizadores pueden revisar detenidamente todas las acciones ocurridas en la pista virtual como si de una repetición exacta se tratase, con el añadido de poder visualizarla desde cualquier ángulo y con total libertad. Así mismo, se generan informes muy detallados con los resultados obtenidos en cada carrera y las correspondientes estadísticas: vueltas rápidas (y todas las vueltas de cada sesión con sus sectores y carga de combustible), líderes de carrera, evolución de las posiciones, estrategias, consistencia de cada piloto, etc.
Las ligas más concurridas aprovechan las posibilidades de las retransmisiones por Internet. Uno de los pilotos o colaboradores accede a la pista virtual en "modo espectador", lo cual significa que no aporta ningún coche a la simulación. Gracias a la multitud de cámaras y sobreimpresiones disponibles se pueden conseguir realizaciones de calidad profesional con cámaras de TV, onboard y aéreas junto a todo tipo de información en pantalla (tiempos, sectores, mapa virtual, tablas de tiempos, etc.). También pueden efectuarse en directo repeticiones y visualizaciones a cámara lenta.
Accediendo a la sesión mediante una contraseña especial, el director de carrera puede ejercer funciones de control de la competición como administrar el paso de una sesión a otra, imponer penalizaciones o sanciones a los pilotos, ordenar la salida del auto de seguridad, etc.